# Freya Allan
Freya Allan (Oxfordshire, Reino Unido; 6 de septiembre de 2001) es una actriz británica. Entre sus papeles más notables está su interpretación de Ciri en la serie de televisión de Netflix, The Witcher.
Tras una controversia sobre un texto donde, para interpretar a Ciri, se solicitaba una actriz catalogada como BAME (Black, Asian or Minority Ethnic), algo que chocaría con los orígenes del personaje en relación con la historia original de Andrzej Sapkowski, finalmente Freya Allan fue seleccionada para el papel.

## Filmografía

### Cine y Televisión
| Año           | Título                            | Papel                         | Notas                 |
| ------------- | --------------------------------- | ----------------------------- | --------------------- |
| 2017          | Bluebird                          | Caitlin                       | Cortometraje          |
| 2017          | Christmas Tree                    | La chica del árbol de Navidad | Cortometraje          |
| 2017          | Captain Fierce                    | Linda                         | Cortometraje          |
| 2018          | Into the Badlands                 | Minerva (14 años)             | 1 episodio            |
| 2019          | La guerra de los mundos           | Mary                          | Miniserie. 1 episodio |
| 2019-presente | The Witcher                       | Cirilla de Cintra             | Protagonista          |
| 2019          | The Third Day                     | Kail                          | Elenco principal      |
| 2021          | Gunpowder Milkshake               | Joven Eva                     | Elenco principal      |
| 2024          | Kingdom of the Planet of the Apes | Mae / Nova                    |                       |

## Premios
| Año  | Categoría            | Resultado |
| ---- | -------------------- | --------- |
| 2020 | Top 10 Breakout Star | #9        |